# Special Operations Executive

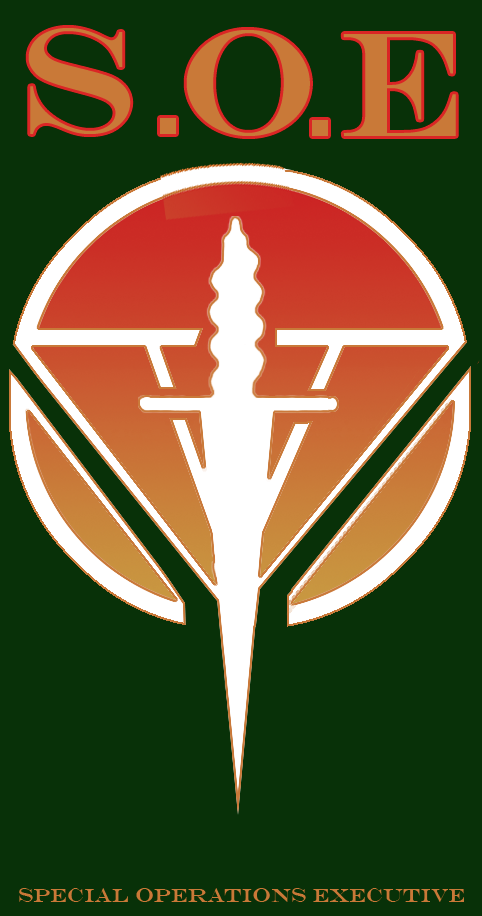
Abzeichen

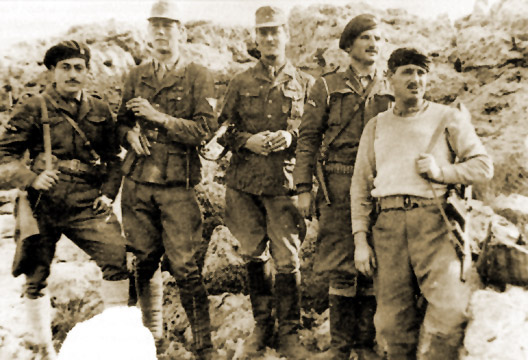
SOE-Kommando zur Entführung von General Heinrich Kreipe, Kreta 1944

Die Special Operations Executive (SOE) (deutsch Spezialeinsatztruppe) war der britische Nachrichtendienst für Spezialeinsätze während des Zweiten Weltkriegs, der Mitte Juli 1940 unter dem Tarnnamen Inter Services Research Bureau auf Anordnung von Premierminister Winston Churchill zur subversiven Kriegsführung ohne direktes militärisches Engagement, nach dem Vorbild der IRA, geschaffen wurde. Offiziell wurde der Nachrichtendienst mit Spezialkräften dem Minister für wirtschaftliche Kriegsführung Hugh Dalton unterstellt.
Die SOE entstand aus der Zusammenlegung von drei verschiedenen bereits bestehenden und geheim operierenden Abteilungen anderer Ministerien: aus dem Department EH des Foreign Office (Außenministerium), der Abteilung MI R des War Office (Kriegsministerium) und der Sektion D des MI6. Die Aufgaben der Spezialeinheit SOE bestanden in Sabotageaktionen hinter den feindlichen Linien sowie in der Unterstützung und Versorgung von lokalen Widerstandsgruppen in den von den Deutschen besetzten Ländern.
Die SOE wurde auch als The Baker Street Irregulars bezeichnet, in Anspielung auf den Sitz des Hauptquartiers in der Londoner Baker Street 64 und die erfundene Gruppe von Spionen aus den Sherlock-Holmes-Romanen. Churchill selbst beauftragte die SOE, „Europa in Brand zu stecken“. Im Verlauf des Krieges fanden die Einsätze weltweit auf jedem Kriegsschauplatz statt – teils mit, teils ohne Erfolg. Offiziell aufgelöst wurde die SOE 1946, die gewonnenen Erfahrungen und Techniken wurden vom Secret Intelligence Service (SIS) übernommen, besser bekannt als MI6.

## Organisation
Formell dem Minister für wirtschaftliche Kriegsführung unterstellt, war die SOE dem gesamten Kriegskabinett gegenüber verantwortlich. Zunächst wurde die Spezialeinheit von Frank Nelson geleitet, im Zivilleben ein Unternehmer, ihm folgten im Februar 1942 der Bankier Charles Jocelyn Hambro und ab September 1943 Colonel Colin Gubbins.
Je nach Einsatzgebiet gab es unterschiedliche Sektionen für die Planung und Durchführung der Operationen – so entstanden für Frankreich im Kriegsverlauf mehrere Sektionen. Die Sektion F unter britischem Kommando, die Sektion RF unter dem Kommando von General Charles de Gaulle Freies Frankreich (France libre) und EU/P für polnische Emigranten unter dem Kommando der polnischen Exilregierung. Hinzu kam die Sektion DF für Fluchtrouten abgeschossener oder aus der Kriegsgefangenschaft entkommener alliierter Soldaten. Chef der Sektion F war Maurice Buckmaster. Seine Assistentin Vera Atkins war so sehr „die Seele“ der SOE, dass einige vermuteten, sie selbst leite die Organisation.
T-Sektion war für Belgien zuständig und wurde von Edwin Hardy Amies geführt. Die N-Sektion war für die Niederlande zuständig und wurde von RV Laming, Charles Blizard (known as Blunt), Seymour Bingham und RI Dobson geführt.
Nach dem Krieg fanden die Einsätze des SOE Eingang in die James Bond Romane von Ian Fleming.
Noch viele Jahre nach dem Krieg und der Auflösung der Einheit blieb die Existenz des SOE der Öffentlichkeit lange verborgen und ging im MI6 auf.
Geheim blieb auch die Operation Ultra zur Entschlüsselung des deutschen geschlüsselten Funkverkehrs durch Bletchley Park, der elektronischen Kampfführung der Briten.

## Einsätze
Einsatzschwerpunkte, gemessen an der Zahl der beteiligten SOE-Agenten, bildeten Frankreich und Jugoslawien, aber auch Norwegen (1943 Anschlag auf die Schwerwasserfabrik in Rjukan – Operation Freshman), Tschechoslowakei (Attentat auf Heydrich 1942), Polen, Südosteuropa mit Griechenland und Jugoslawien sowie Südostasien mit Birma, Malaysia, Singapur, Indonesien und China.
Spektakulär scheiterte die SOE 1942 in den Niederlanden, nachdem sich der deutsche militärische Nachrichtendienst Amt Ausland/Abwehr im sogenannten Englandspiel unerkannt in den SOE-Funkverkehr eingeschaltet hatte.
In Norwegen unterhielt der SOE den Shetland Bus, eine Seeverbindung, die Agenten und Waffen nach Norwegen brachte und Verfolgte herausschaffte.
Das SOE stand 1943 über seinen Mitarbeiter G. E. R. Gedye mit der österreichischen Widerstandsgruppe Maier-Messner-Caldonazzi in Kontakt, war aber nicht überzeugt von der Zuverlässigkeit der Kontaktperson (ein Mitarbeiter von Franz Josef Messner) und ließ sich aufgrund von Sicherheitsbedenken auf keine Kooperation ein. Tatsächlich war der Mittelsmann Franz Josef Riediger Doppelagent, der für die deutsche Abwehr arbeitete.
Die Operation Foxley durch die Section X (Deutschland und Österreich) bei der durch einen Scharfschützen Adolf Hitler auf dem Obersalzberg 1944 ermordet werden sollte, wurde zwar real geplant dann aber nicht ausgeführt, da militärische Entscheidungen von Hitler als hilfreicher angesehen wurden als sein Tod.
Insgesamt wurden 470 SOE-Agenten in die von der Wehrmacht besetzten Gebiete eingeschleust, meist im Lufttransport mit nächtlicher Anlandung durch Flugzeuge vom Typ Westland Lysander oder durch Fallschirmsprung nach Frankreich von England und auf den Balkan und Griechenland von Italien oder Ägypten aus.
Bei der Befreiung der SS-Geiseln in Südtirol befanden sich unter diesen auch einige Angehörige des SOE, die neben den deutschen SS-Geiseln einer besonderen Gefahr ausgesetzt waren, in einem Endphaseverbrechen ermordet zu werden.

## Rekrutierung und Ausbildung

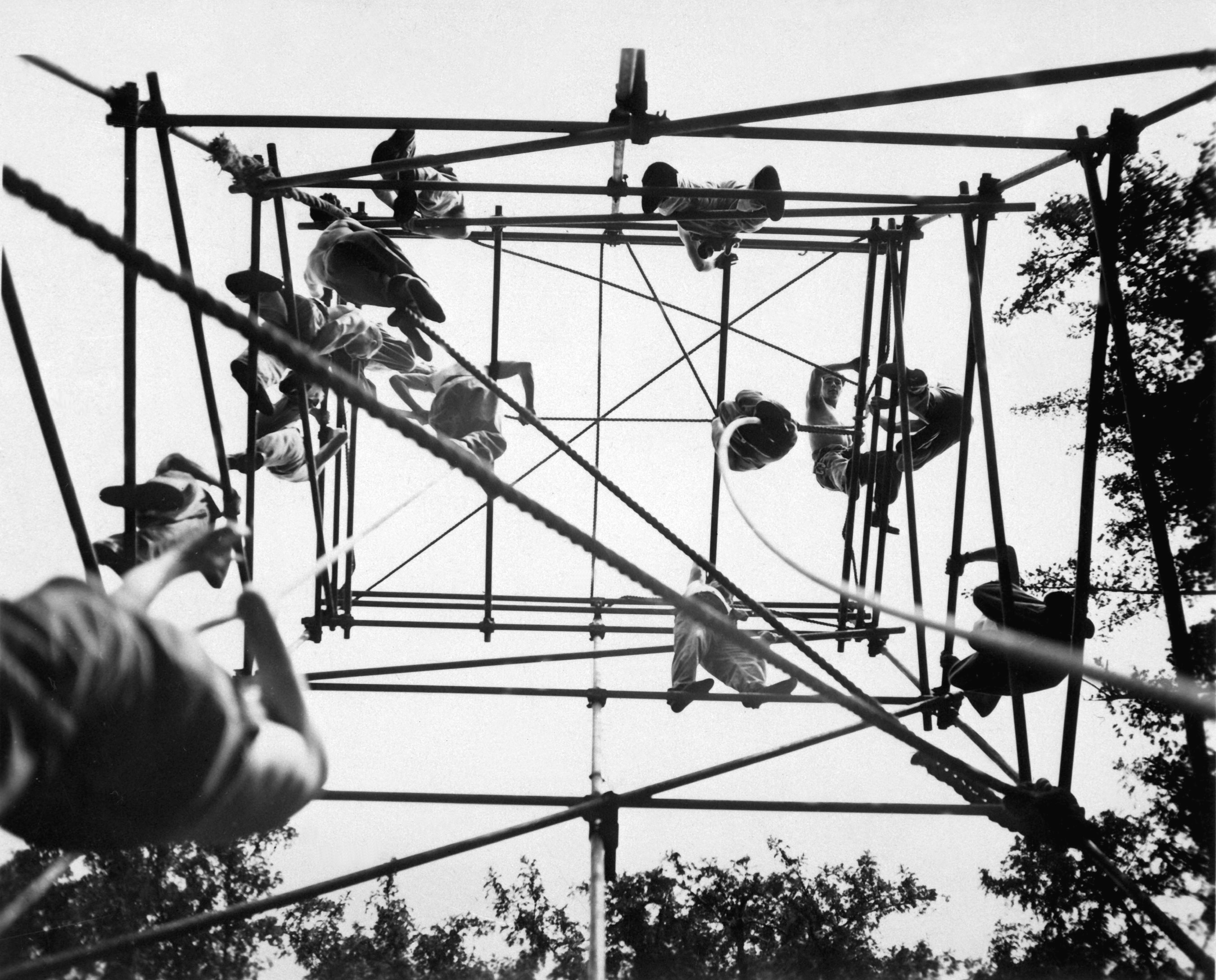
Klettertraining für Jedburgh-Teams, Milton Hall, ca. 1944

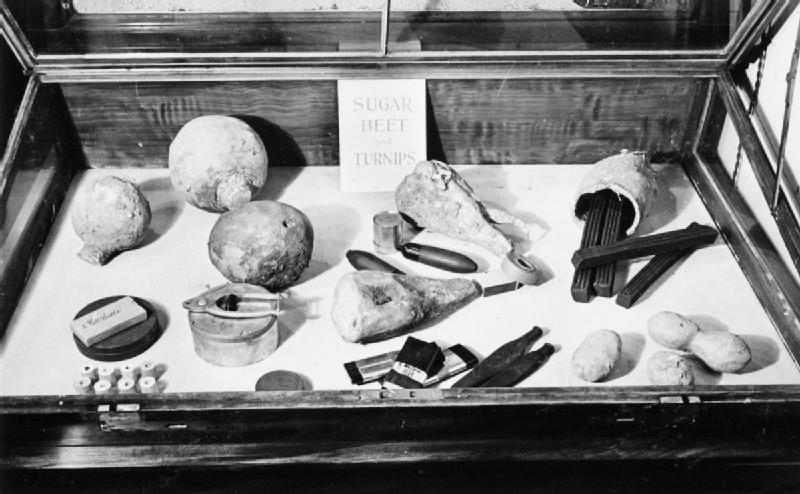
Ausstellungsraum im Natural History Museum London für den Einsatz in Südostasien

Die Rekrutierung potentieller SOE-Agenten verlief nicht nur unsystematisch – Angehörige des Außen-, des Kriegsministeriums, der Streitkräfte und des Nachrichtendienstes „MI 6“ wurden aufgefordert, sich diskret in ihrem Freundeskreis nach geeigneten Personen umzusehen –, sondern auch gegen die eiserne Regel der traditionellen Nachrichtendienste „MI 5“ und „MI 6“, ausschließlich britische Staatsbürger anzuwerben. Denn Voraussetzung für eine SOE-Mitarbeit war die perfekte Kenntnis der Sprache des Einsatzlandes, so dass auch auf Ausländer zurückgegriffen werden musste. Von den insgesamt etwa 6000 angeworbenen Personen besaßen nur knapp 500 die britische Staatsangehörigkeit.
Die zukünftigen SOE-Agenten erhielten ein dreistufiges Training.
Die Grundausbildung in der SOE-Trainingszentrale in Wanborough Manor, Guildford bestand aus Fitnesstraining, instinktives Schießen mit Handfeuerwaffen und Kartenlesen. Gefechts- und Sprengdienst wurde an der schottischen Westküste in Arisaig mit dem Umgang mit Zeitzündern, Plastiksprengstoff und Brandbomben sowie das Schießen mit ausländischen Feuerwaffen sowie Nahkampf. Zur Ausbildung gehörte für alle SOE Angehörigen ein 30-mi Marsch (50 km).
Jeder SOE-Agent wurde im Fallschirmspringen ausgebildet und musste mindestens fünf Fallschirmsprünge absolvieren, zuerst aus einem Ballon, dann aus einem Flugzeug.
Die dritte Ausbildungsphase bestand darin, das unauffällige Untertauchen in einem besetzten Land vorzubereiten. Für jeden wurde eine neue Identität erfunden, mit fiktivem Lebenslauf und gefälschten Papieren, die auswendig gelernt und so verinnerlicht werden musste, dass sie im Einsatz gelebt werden konnte. Zusätzlich wurde gelehrt, wie man Verfolger abschüttelte und dass im Fall der Festnahme durch die Gestapo psychische und körperliche Folter mindestens 48 Stunden ertragen werden sollte, um den Kollegen, die sich noch in Freiheit befanden, die Flucht zu ermöglichen.
Der SOE gehörten auch Frauen an, allein die F-Sektion schickte 39 weibliche Agenten ins Feld, von denen 13 von der Gestapo festgenommen und ermordet wurden (Yolande Beekman, Denise Bloch, Andrée Borrel, Madeleine Damerment, Noor Inayat Khan, Cecily Lefort, Vera Leigh, Sonia Olschanezky, Eliane Plewman, Lilian Rolfe, Diana Rowden, Yvonne Rudellat und Violette Szabo).
In Valençay im Département Indre erinnert seit dem 6. Mai 1991 ein Mahnmal an den 50. Jahrestag der Fallschirmlandung des ersten Agenten der F-Sektion in Frankreich. Georges Bégué (1911–1993) nahm nach seiner Ankunft schnell Funkverbindung mit London auf und begleitete anschließend die Landung weiterer Agenten. Zwischen Bégués erstem Absprung und der Befreiung von Paris im August 1944 wurden mehr als 400 Agenten der F-Sektion in das von Nazi-Deutschland besetzte Frankreich entsandt. Sie waren in verschiedenen Funktionen, zum Beispiel als Instrukteure für Waffen und Sabotage, Kuriere, Organisatoren, Verbindungsoffiziere und Funker, aktiv. Die „Ehrenrolle“ des Mahnmals in Valençay listet die Namen von 91 Männern und jener 13 Frauen auf, die als SOE-Mitglieder ihr Leben verloren.

## Ausrüstung

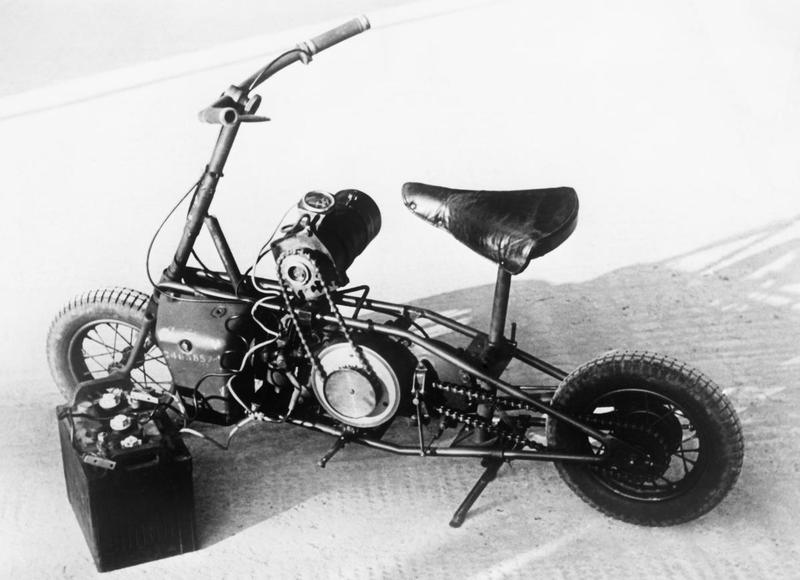
Welbike mit einem Generator zum Betrieb von Funkgeräten

Die SOE nutzte neben konventioneller Ausrüstung und Waffen eine Vielzahl eigens für den Sondereinsatz hergestelltes Material. In The Firs, einem Herrenhaus in Whitchurch, nördlich von Aylesbury, und in The Frythe, einem ehemaligen Hotel in Welwyn Garden City, das die Bezeichnung Station IX hatte und nach dem die gesamte Ausrüstung als Wel-Ausrüstung bezeichnet wurde, waren kreative Wissenschaftler und Handwerker mit dem Bau neuer, versteckter Einsatzmittel beschäftigt, darunter handliche Funkgeräte wie das Sweetheart, die in einem Koffer oder einem Plattenspieler untergebracht werden konnten und Zeitzünder wie der time pencil L delay, die auch beim Attentat vom 20. Juli 1944 auf Hitler zum Einsatz kamen, und auch bei extremer Kälte funktionsfähig bleiben sollten oder der millionenfach produzierte AC Delay. Für die Flucht von abgeschossenen Piloten wurden großräumige Karten auf Seidenstoff aufgedruckt, die auch der SOE benutzte.
Für den Nahkampf wurde ein Bleistift entwickelt, dessen Mine aus einem Stahlstift bestand, eine frühe Form des heutigen Tactical Pen als Kubotan. Die Ingenieure in Station IX entwickelten geräuscharme Handfeuerwaffen wie die Welrod und Welpen sowie das für Fallschirmspringer nutzbare, faltbare Miniaturmotorrad Welbike und die Miniaturtauchfahrzeuge Welman und Sleeping Beauty. Auch eine im Krieg allerdings nicht verwendete Antipersonenmine, die wie Pferdemist oder eine tote Ratte aussahen.
In dem Londoner Stadthaus „Queens Gate 56“ waren die „Schneider“ untergebracht. Sie fertigten anhand von Originalkleidung, die Flüchtlinge vom Kontinent mitgebracht hatten, Anzüge, Kleider, Hemden, Unter- und Nachtwäsche sowie Schuhe für die Auslandseinsätze der SOE-Agenten, damit diese sich im feindlichen Ausland nicht von den Einheimischen unterschieden.
Zur Ausrüstung gehörte auch ein ursprünglich für die Luftwaffe entwickeltes Blood Chit sowie eine Landkarte des Einsatzraumes auf einem Seidentuch und der Fairbairn-Sykes-Commando-Dagger von William E. Fairbairn, oder ein Bleistift mit einem Stahlstift für den Nahkampf statt einer Schreibmine. Für den Transport und die Überbringung von Nachrichten wurden hohle Schraubbolzen entwickelt, deren Kopf sich abdrehen ließ und in dem schriftliche Kurznotizen versteckt werden konnten. Aus der Ausrüstung der Royal Navy und Army kam ein Schiffsmesser als Taschenmesser mit feststellbarer Klinge und Marlspieker, einem damals üblichen Arbeitsgegenstand von Männern.
Wesentlichste Ausrüstung war jedoch das tragbare verdeckt in einen Koffer eingebaute Funkgerät, ohne den eine Verbindung nach England oder zu einer anderen Gegenstelle wie aus Burma nach Indien nicht möglich war. Dieses wurde meist an das öffentliche Stromnetz angeschlossen, selten erfolgte ein Betrieb per Batterie. Um nicht durch Funkpeiler aufgeklärt zu werden, sollte der Ort an dem Funkbetrieb stattfand nicht das Versteck der Agenten sein, der Sendeplatz und die Sendefrequenz war häufiger nach Plan zu wechseln. Jeder Tastfunkspruch sollte einen Sicherheitscheck enthalten, einen besonderen Buchstaben oder Weglassung des Funkers beim Tastfunkspruch. Soweit möglich war die Gegend um den Sendeplatz auf feindliche Aufklärung durch Funkpeiler und Kräfte der Polizei, der Abwehr oder Gestapo in Westeuropa zu überwachen.
Der tragbare automatische Funksender Rebecca-Eureka diente zur Einweisung von Transportflugzeugen mit Funkempfänger für den Transport von Nachschub für den französischen Widerstand, und auf dem Balkan.

## Beispiele von Agentinnen
- Die zwei Agentinnen Lise de Baissac (1905–2004) und Andrée Borrel (1919–1944, im KZ Natzweiler ermordet) wurden am 24. September 1942 von RAF Tempsford ausgeflogen und per Fallschirm über Nordfrankreich abgesetzt. Sie erkundeten u. a. mögliche Anlandeplätze für die alliierte Invasion. L. de Baissac wurde nach dem Krieg dafür hoch dekoriert.

Zu den überlebenden weiblichen SOE-Agenten gehörte u. a. Yvonne Cormeau.

## Kritik an der Arbeit des SOE
Der britische Militärhistoriker John Keegan sieht den SOE sehr kritisch. Er sieht durch die Arbeitsweise des SOE Großbritannien besudelt. Terroristen der Roten Brigaden, der Baader-Meinhof-Bande, der PFLP, der IRA und anderen terroristische Organisation könnten sich mit ihrem Vorgehen auf den SOE berufen. Keegan stellte auch die Wirksamkeit des SOE in Frage. Er hielt ihn als Organisation für ineffizient, die Mitarbeiter unnötig gefährlich, ineffektiv in der Verfolgung seiner Ziele und kontraproduktiv in Bezug auf die erzielten Ergebnisse.

## Bekannte Personen, die im SOE dienten
- Christopher Lee (1922–2015), Schauspieler und Sänger
- Edward Yeo-Thomas (1902–1964), Spion im Zweiten Weltkrieg
- Edwin Hardy Amies (1909–2003), Modedesigner und Spion Sektion T Belgien
- Fitzroy Maclean (1911–1996), britischer Diplomat, Offizier und Politiker

## Filme
- La Bataille de l’eau lourde/Kampen om tungtvannet (deutsch Die Schlacht um das Schwere Wasser). 1948. Französisch-norwegischer Schwarz-Weiß-Dokumentarfilm über eine SOE-Operation, die 1943 das Norsk-Hydro-Werk für Schweres Wasser in Rjukan (Norwegen) sabotieren sollte.
- Odette, 1950, mit Anna Neagle und Trevor Howard. (Nach der Romanvorlage Odette: The Story of a British Agent von Jerrard Tickell, 1947.)
- Night Ambush, 1957. Mit Dirk Bogarde und Marius Goring. (Nach der Romanvorlage I’ll met by moonlight: The Abduction of General Kreipe von William Stanley Moss, 1950.)
- The Heroes of Telemark (dt. Kennwort „Schweres Wasser“), 1965. Mit Kirk Douglas und Richard Harris. (Über die SOE-Operation in Rjukan (Norwegen). Nach der Romanvorlage Skis against the Atom, von Knut Haukelid, 1954 (späterer Titel Attack on Telemark).)
- Carve her Name with Pride: Violette Szabo. 1958.  Mit Paul Schofield und Virginia McKenna. (Nach der Romanvorlage gleichen Titels von R. J. Minney, 1956.)
- Codename: The White Mouse, 1987. (Nach der Romanvorlage Nancy Wake – The Autobiography of the Woman the Gestapo called the White Mouse, von Nancy Wake, 1985.)
- Female Agents – Geheimkommando Phoenix von Jean-Paul Salomé, 2008. (Fiktive filmische Umsetzung der Erlebnisse der SOE-Agentin Lise Villameur/Lise de Baissac.)
- Churchills Geheimagenten – Die Neuen (Original: The New Recruits.) 2018. Netflix im Auftrag von Wall to Wall Media Ltd. und der BBC.

## Romane
Die Romane Die Marionette von Larry Collins (1985), Nacht der Füchse von Jack Higgins (1986) und Die Leopardin von Ken Follett (2001) sowie Les Derniers Jours de nos Pères von Joël Dicker (2013) beschäftigen sich mit dem Thema SOE.